# Comodo Dragon
Comodo Dragon – darmowa przeglądarka internetowa oparta na Chromium stworzona przez Comodo. Producent stara się utrzymać interfejs podobny do Google Chrome, ale Dragon celowo nie realizuje niektórych funkcji, które w Chrome mają śledzić działania użytkownika. Dragon chce zwiększyć także świadomość bezpieczeństwa swoich użytkowników poprzez pokazywanie jakości szyfrowania i certyfikatu SSL.
Wbrew informacji na stronie producenta najnowsza wersji przeglądarki nie wspiera Windows XP. Na systemie Windows XP instalowana jest stara wersja, oparta na Chromium 45.